# 1973 au Nouveau-Brunswick
Chronologie du Nouveau-Brunswick
- 1969
- 1970
- 1971
- 1972
- 1973
- 1974
- 1975
- 1976
- 1977

Cette page concerne les événements survenus en 1973 dans la province canadienne du Nouveau-Brunswick.

## Événements
- Fondation de la SANB (Société des Acadiens du Nouveau-Brunswick).
- 25 juin : le libéral John W. Fernhill remporte l'élection partielle de Saint-Jean-Centre à la suite de la mort de George E. McInerney en 1972.
- 21 décembre : l'ancien député fédéral Daniel Riley et l'ancien premier ministre du Nouveau-Brunswick Louis Robichaud sont nommés au sénat à Ottawa.

## Naissances
- 27 février : Derek Cormier, joueur de hockey sur glace.
- 8 mai : Trevor Holder, député et ministre.
- 27 mai : Nelson Rattenbury, sénateur.
- 16 novembre : Denis Côté, cinéaste.

## Décès
- 18 juin : Joseph Leonard O'Brien, lieutenant-gouverneur du Nouveau-Brunswick
- 25 juillet : Paul Carmel Laporte, médecin
- 5 novembre : Donald A. McLean, sénateur